# 穆罕默德·尼牙孜·艾来木
穆罕默德·尼牙孜·艾来木（維吾爾語：مۇھەممەت نىياز ئالىم‎，Muhammad Niyas A'lam，?—?），籍贯不详，中華民國新疆省墨玉县的哈孜（法官）。

## 生平
穆罕默德·尼牙孜·艾来木原是墨玉縣的哈孜。1933年2月20日，民族革命委员会在和田集会，宣布成立和田临时政府（后改称和田伊斯兰政府），推舉穆罕默德·尼牙孜·艾来木担任总统，沙比提大毛拉任总理，穆罕默德·伊敏任埃米尔。1934年6月，马虎山攻占和田城，穆罕默德·尼牙孜·艾来木等人投降。